# Sonkajanjärvi
Sonkajanjärvi är en sjö i Finland. Den ligger i kommunen Ilomants i landskapet Norra Karelen, i den sydöstra delen av landet, 400 km nordost om huvudstaden Helsingfors. Sonkajanjärvi ligger 169,8 meter över havet. I omgivningarna runt Sonkajanjärvi växer i huvudsak blandskog. Den är 13,5 meter djup. Arean är 1,03 kvadratkilometer och strandlinjen är 6,03 kilometer lång. Sjön  ingår i Jänisjokis huvudavrinningsområde. 